# Diócesis de Quiché
La diócesis de Quiché (en latín: Dioecesis Quicensis) es una circunscripción eclesiástica de la Iglesia católica en Guatemala. Se trata de una diócesis latina, sufragánea de la arquidiócesis de Los Altos Quetzaltenango-Totonicapán. Desde el 15 de abril de 2023 su obispo es Juan Manuel Cuá Ajacum.

## Territorio y organización
La diócesis tiene 8378 km² y extiende su jurisdicción sobre los fieles católicos de rito latino residentes en el departamento de Quiché.
La sede de la diócesis se encuentra en la ciudad de Santa Cruz del Quiché, en donde se halla la Catedral de la Santa Cruz.
En 2022 en la diócesis existían 30 parroquias.

## Historia
La diócesis de Santa Cruz del Quiché fue erigida el 27 de abril de 1967 con la bula Qui Christi del papa Pablo VI, obteniendo el territorio de la diócesis de Sololá (hoy diócesis de Sololá-Chimaltenango).
Originalmente sufragánea de la arquidiócesis de Guatemala, el 13 de febrero de 1996 pasó a formar parte de la provincia eclesiástica de Los Altos, Quetzaltenango-Totonicapán.
El 11 de julio de 2000 asumió su nombre actual en lengua vernácula en virtud del decreto Cum Quicensis de la Congregación para los Obispos.

## Estadísticas
Según el Anuario Pontificio 2023 la diócesis tenía a fines de 2022 un total de 689 100 fieles bautizados.
| Año                                                                             | Población            | Población | Población      | Sacerdotes | Sacerdotes    | Sacerdotes    | Bautizados por sacerdote | Diáconos permanentes | Religiosos | Religiosos | Parroquias |
| Año                                                                             | Bautizados católicos | Total     | % de católicos | Total      | Clero secular | Clero regular | Bautizados por sacerdote | Diáconos permanentes | Varones    | Mujeres    | Parroquias |
| ------------------------------------------------------------------------------- | -------------------- | --------- | -------------- | ---------- | ------------- | ------------- | ------------------------ | -------------------- | ---------- | ---------- | ---------- |
| 1970                                                                            | 240 000              | 247 775   | 96.9           | 25         |               | 25            | 9600                     |                      | 26         | 28         | 20         |
| 1976                                                                            | 285 570              | 300 641   | 95.0           | 22         | 2             | 20            | 12 980                   |                      | 20         | 27         | 22         |
| 1980                                                                            | 297 600              | 314 000   | 94.8           | 15         | 3             | 12            | 19 840                   |                      | 12         | 34         | 22         |
| 1990                                                                            | 356 000              | 445 000   | 80.0           | 19         | 11            | 8             | 18 736                   |                      | 15         | 49         | 25         |
| 1999                                                                            | 453 862              | 567 327   | 80.0           | 27         | 18            | 9             | 16 809                   |                      | 15         | 84         | 24         |
| 2000                                                                            | 466 000              | 581 510   | 80.1           | 29         | 21            | 8             | 16 068                   |                      | 17         | 81         | 24         |
| 2001                                                                            | 472 186              | 590 233   | 80.0           | 30         | 21            | 9             | 15 739                   |                      | 17         | 81         | 24         |
| 2002                                                                            | 483 990              | 604 988   | 80.0           | 31         | 24            | 7             | 15 612                   |                      | 11         | 81         | 24         |
| 2003                                                                            | 491 250              | 614 063   | 80.0           | 30         | 22            | 8             | 16 375                   |                      | 11         | 85         | 23         |
| 2004                                                                            | 524 408              | 655 510   | 80.0           | 31         | 23            | 8             | 16 916                   |                      | 12         | 85         | 23         |
| 2010                                                                            | 503 000              | 714 000   | 70.4           | 34         | 26            | 8             | 14 794                   |                      | 12         | 83         | 26         |
| 2014                                                                            | 554 000              | 786 000   | 70.5           | 40         | 28            | 12            | 13 850                   |                      | 16         | 79         | 27         |
| 2017                                                                            | 596 000              | 844 800   | 70.5           | 42         | 29            | 13            | 14 190                   |                      | 18         | 67         | 27         |
| 2020                                                                            | 636 000              | 901 500   | 70.5           | 40         | 31            | 9             | 15 900                   |                      | 13         | 68         | 29         |
| 2022                                                                            | 689 100              | 934 580   | 70.5           | 37         | 28            | 9             | 17 813                   |                      | 15         | 70         | 30         |
| Fuente: Catholic-Hierarchy, que a su vez toma los datos del Anuario Pontificio. |                      |           |                |            |               |               |                          |                      |            |            |            |

## Episcopologio
- Humberto Lara Mejía, C.M. † (5 de mayo de 1967-9 de junio de 1972 falleció)
- José Julio Aguilar García † (2 de noviembre de 1972-22 de agosto de 1974 renunció)
- Juan José Gerardi Conedera † (22 de agosto de 1974-14 de agosto de 1984 nombrado obispo auxiliar de Guatemala[nota 1])
- Julio Edgar Cabrera Ovalle (31 de octubre de 1986-5 de diciembre de 2001 nombrado obispo de Jalapa)
  - Sede vacante (2001-2004)
- Mario Alberto Molina Palma, O.A.R. (29 de octubre de 2004-14 de julio de 2011 nombrado arzobispo de Los Altos, Quetzaltenango-Totonicapán)
- Rosolino Bianchetti Boffelli (14 de septiembre de 2012-15 de abril de 2023 retirado)
- Juan Manuel Cuá Ajacum, desde el 15 de abril de 2023[4]